# Sibagat

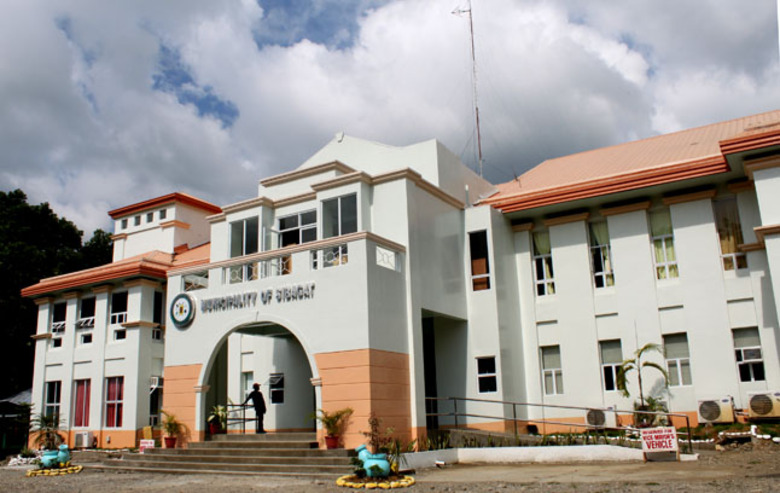
gemeentehuis van Sibagat

Sibagat is een gemeente in de Filipijnse provincie Agusan del Sur op het eiland Mindanao. Bij de laatste census in 2007 had de gemeente ruim 30 duizend inwoners.

## Geografie

### Bestuurlijke indeling
Sibagat is onderverdeeld in de volgende 24 barangays:
| - Afga - Anahawan - Banagbanag - Del Rosario - El Rio - Ilihan - Kauswagan - Kioya - Kolambugan - Magkalape - Magsaysay - Mahayahay | - New Tubigon - Padiay - Perez - Poblacion - San Isidro - San Vicente - Santa Cruz - Santa Maria - Sinai - Tabon-tabon - Tag-uyango - Villangit |

## Demografie
Sibagat had bij de census van 2007 een inwoneraantal van 30.074 mensen. Dit zijn 1.389 mensen (4,8%) meer dan bij de vorige census van 2000. De gemiddelde jaarlijkse groei komt daarmee uit op 0,65%, hetgeen lager is dan het landelijk jaarlijks gemiddelde over deze periode (2,04%). Vergeleken met de census van 1995 is het aantal mensen met 1.889 (6,7%) toegenomen.

De bevolkingsdichtheid van Sibagat was ten tijde van de laatste census, met 30.074 inwoners op 567,82 km², 53 mensen per km².